# Yossi Gal

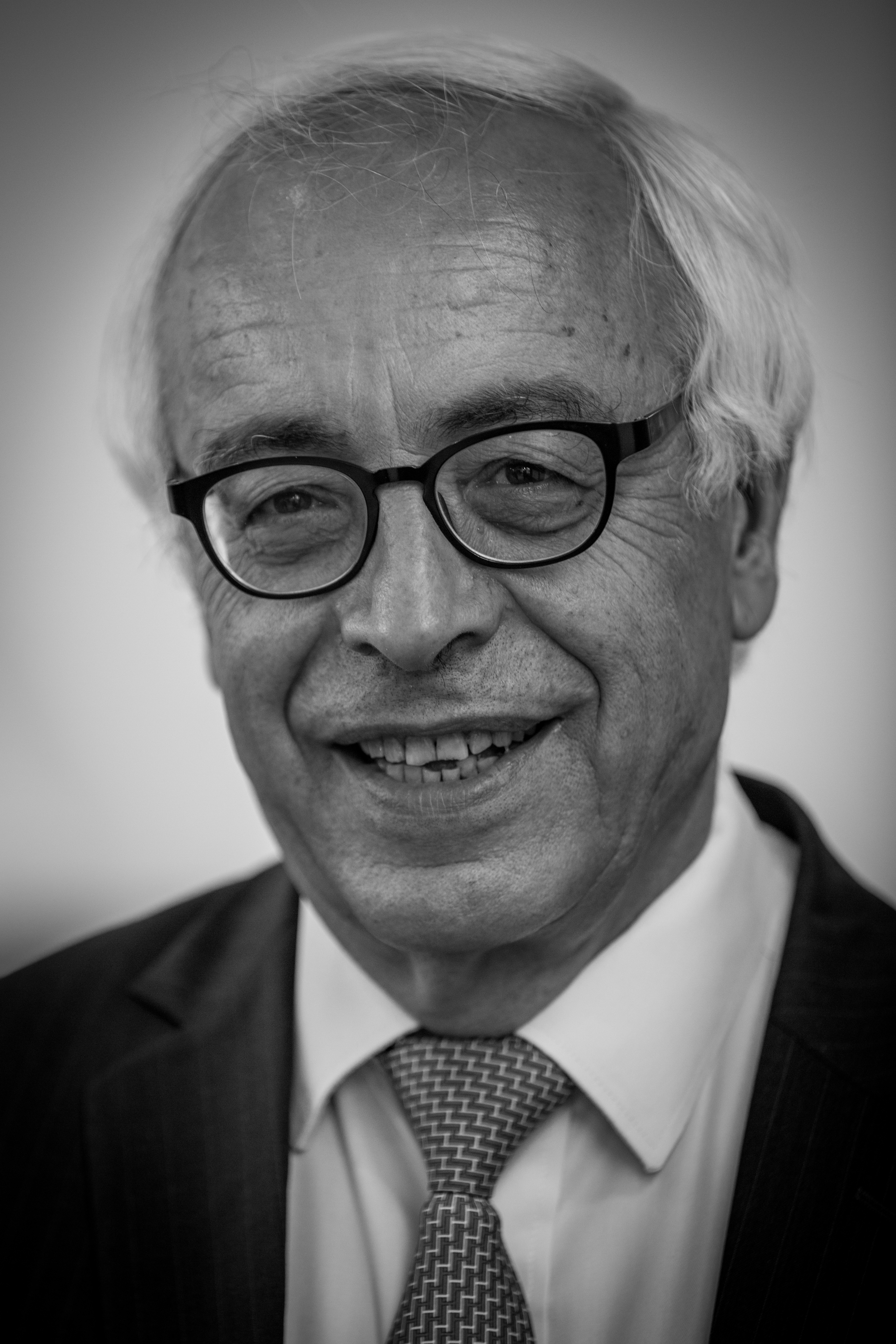
Yossi Gal, 2014

Yossi Gal (hebräisch יוסי גל; * 1950 in Jerusalem) ist ein israelischer Diplomat und war von Dezember 2010 bis 2015 Botschafter in Frankreich.

## Leben
Gal wurde 1950 in Jerusalem geboren. Seine Eltern waren 1948 aus Marokko in den neugegründeten Staat Israel emigriert. Gal studierte an der Hebräischen Universität Jerusalem. Im Jahr 1975 trat er dem diplomatischen Dienst des israelischen Außenministeriums bei. Während seiner diplomatischen Karriere bekleidete Gal verschiedene Posten. Unter anderem fungierte er als Sprecher der israelischen Botschaft in Washington, D.C. und war der israelische Botschafter in den Niederlanden. Innerhalb des Außenministeriums war er als stellvertretender Generaldirektor für Wirtschaftsbeziehungen, im Anschluss dann als Generaldirektor, tätig. Von seinem Posten als Generaldirektor für Wirtschaftsbeziehungen wechselte Gal 2010 an die israelische Botschaft in Paris, wo er Daniel Schek als Botschafter ablöste. Dieses Amt bekleidete er bis 2015.